# Enzybiotique
Un enzybiotique est une enzyme utilisée pour traiter une maladie bactérienne. 
Le terme est une contraction des termes  « enzyme » et « antibiotique ». Il a été utilisé pour la première fois dans une publication scientifique en 2001 par Nelson et al. 
Il s’agit d’une approche actuellement au stade expérimental, qui pourrait permettre le traitement de souches de bactéries résistantes aux antibiotiques. 
De nombreuses enzymes utilisées comme enzybiotiques sont des lysines (en) dérivées de virus bactériophages, qui utilisent ces enzymes pour détruire la paroi cellulaire de la bactérie dans laquelle il s’est reproduit. 
Cependant des enzymes autres que celles tirées des bactériophages peuvent utilisées comme enzybiotiques. Au total on distingue les lysines (en) (à ne pas confondre avec l'acide aminé, la lysine), les bactériocines, les autolysines (en), et les lysozymes. 
Il existe des catalogues d'enzybiotiques. Par exemple, en mai 2018 la base en ligne phiBIOTICS  recense 21 enzybiotiques. 

## Enzybiotiques issus de bactériophages
Trouver des enzymes efficaces contre certaines bactéries peut se faire en isolant les enzymes portées par les bactériophages qui ont se sont montrés efficaces contre ces bactéries. 
Ainsi, une enzyme de type lysine (en) (endolysine) issue du phage P68 efficace contre le Staphylocoque doré a été isolée, et a permis de base pour la construction d'une endolysine modifiée, qui a de plus été associée à l'antibiotique gentamicine en vue d'une synergie de leurs effets. 